# Enric III de Brunsvic-Lüneburg
Enric III de Brunsvic-Lüneburg (en alemany Heinrich von Braunschweig-Dannenberg) va néixer a Celle (Alemanya) el 4 de juny de 1533 i va morir a Dannenberg el 19 de gener de 1598. Era un noble alemany, fill d'Ernest I de Brunsvic-Lüneburg (1497-1546) i de Sofia de Mecklenburg-Schwerin (1508-1541).
Després de la mort del seu pare va governar el Principat de Lüneburg conjuntament amb el seu germà Guillem, en haver mort també el seu germà gran Francesc Otó, el 1559. Deu anys després, però, va proposar dividir Lüneburg, sense aconseguir-ho, tot i que a canvi de la seva renúncia va obtenir el principat de Dannenberg. Amb tot, continuà exercint la seva autoritat sobre el conjunt del principat de Lüneburg. També va assegurar-se que, amb la mort sense successió de la línia de Brunsvic-Wolfenbüttel de la Casa de Welf només els seus descendents tinguessin dret a heretar.

## Matrimoni i fills
El 30 de març de 1569 ss va casar a Artlenburg amb Úrsula de Saxònia-Lauenburg (1545-1620), filla del duc Francesc I (1510-1581) i de Sibil·la de Saxònia-Freiberg (1515-1592). El matrimoni va tenir set fills:
- Juli Ernest (1571-1636), casat amb Maria d'Ostfriesland (1582-1616).
- Francesc (1572-1601).
- Anna Sofia (1573-1574).
- Enric (1574-1575).
- Sibil·la Elisabet (1576-1630), casada amb Antoni II de Delmenhorst (1550-1619).
- Sidònia (1577-1645).
- August (1579-1666), casat primer amb Clara de Pomerània (†1623), després amb Dorotea d'Anhalt-Zerbst (1607-1634), i finalment amb Elisabet Sofia de Mecklenburg (1613-1676).